# Novellae Constitutiones
Le Novellae constitutiones sono le costituzioni imperiali emanate dall'imperatore bizantino Giustiniano nel periodo che va dal 535, anno successivo alla pubblicazione del Codex Iustinianus repetitae praelectionis, fino alla morte dell'imperatore, avvenuta nel 565.
Il termine Novellae significa nuove, e sottolinea appunto che si tratta di costituzioni nuove rispetto a quelle contenute nel Codex. Alcune di esse sono in greco, altre in latino.

## La struttura
Nell'aspetto esteriore le Novellae differiscono molto dalle costituzioni presenti nel Codice giustinianeo.
Di esse infatti abbiamo il testo pressoché integrale, preceduto da una prefazione in cui si illustrano i motivi che hanno richiesto l'intervento imperiale, e seguito da un epilogo con le consegne per l'entrata in vigore.
Delle costituzioni facenti parte del Codice, al contrario, abbiamo solo i passi selezionati dai commissari.

## La pubblicazione
Le Novellae venivano pubblicate ogni sei mesi in raccolte ufficiali; tuttavia Giustiniano giunse al momento della morte senza aver provveduto a riunire le sue nuove costituzioni in un unico Codex.
Questa circostanza spingerà i privati a farsi carico della raccolta. A questo proposito noi conosciamo almeno tre raccolte private, di cui una greca che circolò solo in Oriente e due latine:
- Raccolta anonima greca di 168 novelle ma solo 158 sono le novelle di Giustiniano
- Epitome Iuliani, che raccoglie 124 novelle
- Authenticum, che raccoglie 134 novelle, così chiamata perché riconosciuta come "autentica" durante il Medioevo dal giurista Irnerio.